# Osvaldo Escudero
Osvaldo Salvador Escudero (Paso de los Libres, 15 de octubre de 1960) es un exfutbolista y actual director técnico argentino. Jugaba como delantero y su primer equipo fue Chacarita Juniors. A su retiro, jugaba en Chaco For Ever. Su hijo, Damián Escudero, también es futbolista.

## Trayectoria

### Como jugador
Surgió de Chacarita Juniors, club donde debutó en 1978. En 1979 tuvo un breve paso por Vélez Sarsfield y luego volvió a Chacarita, para pasar a Boca Juniors en 1981, donde salió campeón del Metropolitano de ese año.
En 1982 pasó a Unión de Santa Fe donde estuvo 3 años y convirtió 20 goles en 137 partidos. En 1985 jugó un año en Independiente no con demasiado éxito. En julio de 1986 fue incorporado por Rosario Central, donde estuvo por 3 años, marcó 16 goles en 116 partidos y fue campeón en la temporada 86/87. En 1989 pasó a ser jugador de Racing Club de Avellaneda.
En 1991 y 1992 tuvo su primera experiencia en el fútbol extranjero jugando para el Barcelona de Ecuador (donde fue campeón) y Urawa Red Diamonds de Japón respectivamente.
Volvió al fútbol argentino para jugar en Platense en 1993 y en ese mismo año pasó a Chaco For Ever. Recaló en la temporada 1994/95 en Tigre y formó parte del plantel que ascendió al Nacional B.

### Como entrenador
A partir de junio de 2012 es el nuevo entrenador de Santa Tecla de la Primera División de El Salvador.
El 31 de octubre de 2012 deja Santa Tecla por problemas con Guillermo Rivera (ex seleccionado salvadoreño), pero retornó para obtener el título de campeón en el Torneo Clausura 2015.
A partir del 25 de mayo de 2016 es el nuevo entrenador del FAS.
El 14 de agosto de 2017 vuelve a El Salvador para dirigir a Águila tras la destitución del uruguayo Jorge Casanova.
En el año 2024 vuelve a dirigir esta vez para el equipo ATLÉTICO PILAR en el torneo promocional amateur (nueva D), Donde no termino el torneo como se lo esperaba pero hizo un buen papel ganándole al campeón Estrella del sur quien ascendió a la primera C, Con un resultado de 4-1 a favor donde el jugador Federico cattaneo se destacó como uno de los peores del partido 

## Selección nacional
Fue partícipe de la Copa Mundial de Fútbol Sub-20 de 1979 que se disputó en Japón en el que fue campeón de la mano de Diego Armando Maradona. No tuvo encuentros internacionales con la Selección Argentina mayor.

### Participaciones en Copas del Mundo
| Mundial                     | Sede  | Resultado |
| --------------------------- | ----- | --------- |
| Copa Mundial Sub-20 de 1979 | Japón | Campeón   |

## Clubes

### Como jugador
| Club               | País      | Año       |
| ------------------ | --------- | --------- |
| Chacarita Juniors  | Argentina | 1978-1979 |
| Vélez Sarsfield    | Argentina | 1979      |
| Chacarita Juniors  | Argentina | 1980      |
| Boca Juniors       | Argentina | 1981      |
| Unión de Santa Fe  | Argentina | 1982-1985 |
| Independiente      | Argentina | 1985      |
| Rosario Central    | Argentina | 1986-1989 |
| Racing             | Argentina | 1989-1990 |
| Barcelona          | Ecuador   | 1991      |
| Urawa Red Diamonds | Japón     | 1992      |
| Platense           | Argentina | 1993      |
| Chaco For Ever     | Argentina | 1994      |
| Tigre              | Argentina | 1994-1995 |

### Como entrenador
| Club        | País        | Año       |
| ----------- | ----------- | --------- |
| Santa Tecla | El Salvador | 2012      |
| Santa Tecla | El Salvador | 2014-2016 |
| FAS         | El Salvador | 2016-2017 |
| Águila      | El Salvador | 2017-2018 |
| Santa Tecla | El Salvador | 2020      |

## Palmarés

### Como jugador

#### Campeonatos nacionales
| Título                | Club                  | País      | Año     |
| --------------------- | --------------------- | --------- | ------- |
| Primera División      | C. A. Boca Juniors    | Argentina | 1981    |
| Primera División      | C. A. Rosario Central | Argentina | 1986-87 |
| Campeonato Nacional   | Barcelona S. C.       | Ecuador   | 1991    |
| Ascenso al Nacional B | C. A. Tigre           | Argentina | 1995    |

#### Copas internacionales
| Título              | Club                | Sede  | Año  |
| ------------------- | ------------------- | ----- | ---- |
| Copa Mundial Sub-20 | Selección Argentina | Japón | 1979 |

### Como entrenador
| Título                          | Club        | País        | Año    |
| ------------------------------- | ----------- | ----------- | ------ |
| Primera División de El Salvador | Santa Tecla | El Salvador | C-2015 |